# Stygobiont

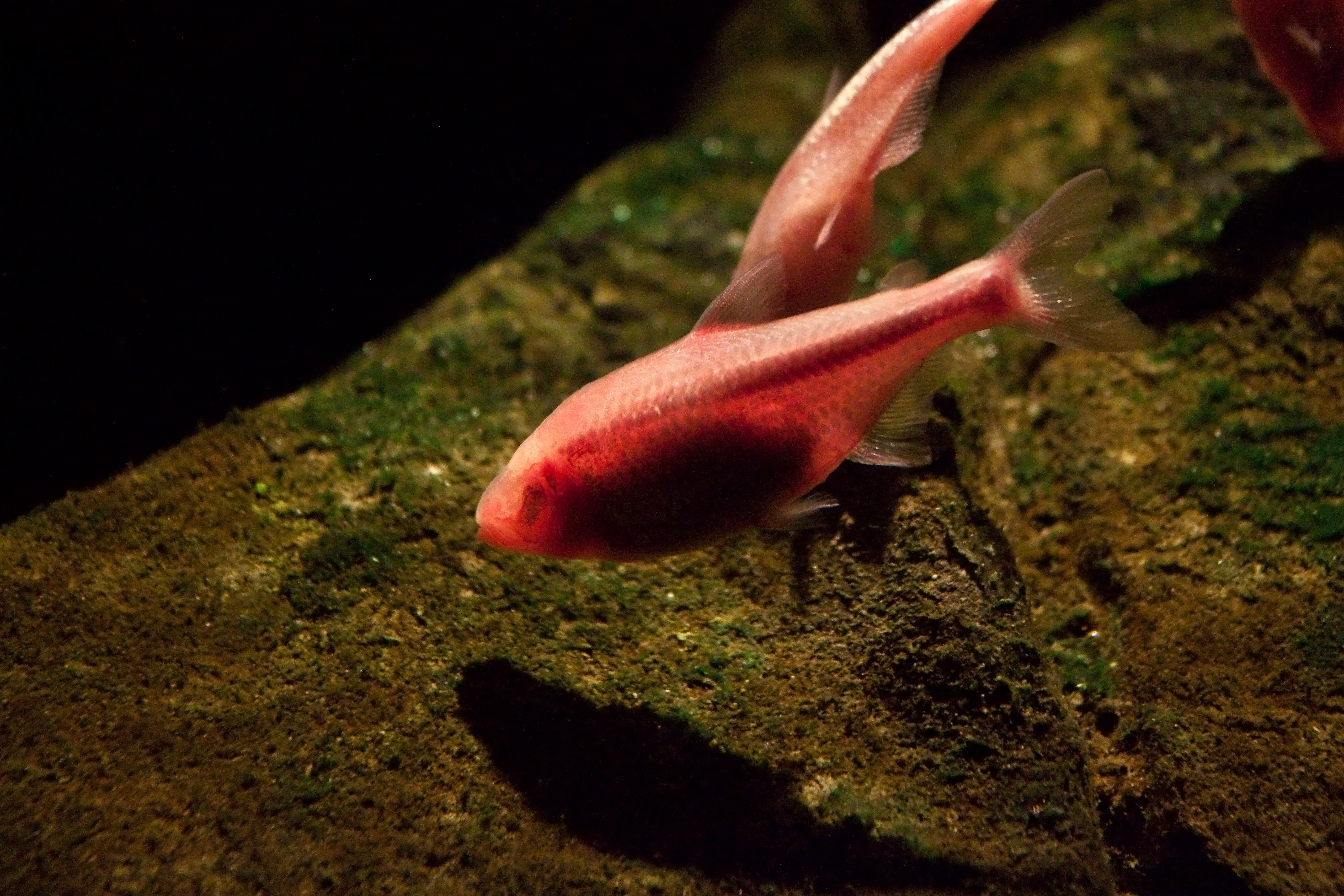
Ślepa forma Astyanax mexicanus

Stygobiont, freatobiont (gr. Stýks = podziemna rzeka + gr. bíos = życie) – organizm przystosowany do życia w wodach podziemnych (stygal). Ze względu na specyficzne warunki życia (m.in. brak światła) u stygobiontów obserwuje się specyficzne przystosowania (utrudniające życie w innych typach wód), np.: zanik organów wzroku, zanik pigmentu w skórze i powierzchniowych powłokach ciała (ciało na ogół jest białe lub przezroczyste). U zwierząt tych występuje fotofobizm (unikanie światła, zob. fotofoby), zanik periodyczności sezonowej (co można powiązać ze stałą temperaturą wody oraz brakiem wpływu pór roku), spowolnienie procesów metabolicznych, silny rozwój narządów dotyku i narządów ułatwiających orientację przestrzenną w ciemności (np. linia naboczna).
Ze względu na pochodzenie stygalu, część stygobiontów pochodzi od form morskich, część od form słodkowodnych (na skutek nasunięcia się lądolodu niektóre hydrobionty mogły przetrwać, przystosowując się do życia w wodach podziemnych). W Polsce stygobionty występują jedynie w górach.
Ze względu na okresy, w których stygobionty przystosowały się do środowiska wód podziemnych, wyróżnia się:
- paleostygobionty – gatunki o najstarszym rodowodzie;
- neostygobionty – gatunki o młodszym rodowodzie;
- substygobionty – gatunki, które przystosowały się do stygalu stosunkowo niedawno.

Przykładowe stygobionty:
- ślepczyk jaskiniowy
- odmieniec jaskiniowy (Proteus anguinus)
- wiele gatunków skorupiaków
  - małżoraczki: Candona eremita, Canzona lateus,
  - widłonogi: Cyclops teras, Acanthocyclops longuidoides var. clandestinum, Bryocamptus minutus, Graeteriella unisetiger, Parastenocaris fontinalis,
  - obunogi (Aphipoda): skorupiak studzienny (Niphargus aquilex), studniczek (Niphargus puteanus), Niphargellus arndtii,
  - równonogi (Isopoda): ośliczka jaskiniowa (Asellus cavaticus),
  - raki jaskiniowe: głębinówka ślepa (Bathynella natans)
- ślimaki: Lartetia pellucida
- niektóre gatunki wodopójek (Hydrachnella)
- płazińce (wirki): Bothrioplana semperit, Prorhynchus fontinalis, Dendrocelum internale, Dendrocelum hercynicum, Bdellocaphala schneideri, Aelosoma tenebrarum
- prapierścienica jaskiniowa